# 風の童話集
「風の童話集／ラスト・クルーズ」（かぜのジュヴナイル／ラスト・クルーズ）は、1987年11月1日にリリースされた岩崎宏美の43枚目のシングル。

## 解説
- 両A面シングルとしてリリースされた。「ラスト・クルーズ」は野村の「エース」のイメージ・ソングとして使用された。

## 収録曲
- 両楽曲共に、編曲：奥慶一

1. 風の童話集（ジュヴナイル）
作詞：田口俊／作曲: 佐藤隆
2. ラスト・クルーズ
作詞・作曲：相曽晴日